# Hans Raspotnik
Hans Raspotnik (* 27. Februar 1910; † 29. März 1995 in Berlin) war ein deutscher Filmproduzent und Drehbuchautor.

## Leben
Raspotnik begann seine künstlerische Laufbahn im Alter von 17 Jahren als Artist im Zirkus Sarrasani. Er arbeitete auch in Filmproduktionen mit und wurde von der Gestapo inhaftiert, weil er anderen Schauspielern die Flucht aus Tschechien ermöglichte. Nach seiner Festnahme und wurde er zunächst in KZ Sachsenhausen gebracht und danach in das KZ Buchenwald verlegt. Von dort gelang ihm die Flucht nach Jugoslawien. Raspotnik kehrte mit den amerikanischen Truppen nach Deutschland zurück.
In den 1950er Jahren begann er seine Filmtätigkeit zunächst als Berater und Produktionsassistent, wo er sich schnell zu einem einflussreichen Produzenten entwickelte. Unter seiner Federführung entstanden Produktionen wie Das Mädchen Marion, Made in Germany – Ein Leben für Zeiss (mit Carl Raddatz in der Rolle Ernst Abbés), Frauenarzt Dr. Sibelius und Klein Erna auf dem Jungfernstieg.
Zu seinem engen Bekanntenkreis sollen Zsa Zsa Gabor und Margot Hielscher gezählt haben. In seiner Produktionsgesellschaft hatte er zeitweilig so bekannte Schauspielgrößen wie Heinz Rühmann, Grethe Weiser und O. W. Fischer unter Vertrag.
Nach eigenen Berichten produzierte er „Bonanza“ für die BBC und war beim Besuch John F. Kennedys in Berlin für einen amerikanischen Nachrichtensender tätig.
Darüber hinaus verfasste er die Drehbücher für Rivalen der Manege (1958) und Der lustige Krieg des Hauptmann Pedro (1959). Ab 1965 begab sich Raspotnik in das niedersächsische St. Dionys, um den Ruhestand zu genießen, kehrte jedoch 1978 wieder als Produzent nach Berlin ins Filmgeschäft zurück. Raspotnik starb am 29. März 1995 in Berlin an den Folgen eines Schlaganfalls.

## Filmografie
- 1956: Das Mädchen Marion
- 1957: Die verpfuschte Hochzeitsnacht
- 1957: Made in Germany – Ein Leben für Zeiss
- 1958: Rivalen der Manege
- 1958: Der Czardas-König
- 1958: Der Stern von Santa Clara
- 1959: Der blaue Nachtfalter
- 1960: Ich zähle täglich meine Sorgen
- 1962: Café Oriental
- 1962: Frauenarzt Dr. Sibelius
- 1964: Das Blaue vom Himmel
- 1969: Klein Erna auf dem Jungfernstieg